# یلوه گونه‌قهوه‌ای
یلوه گونه‌قهوه‌ای یا یلوه آبی شرقی (نام علمی: Rallus indicus) گونه‌ای از پرندگان تیرهٔ یلوگان (Rallidae) است که در شمال مغولستان، شرق سیبری، شمال شرقی چین، کره و شمال ژاپن زادآوری می‌کند و زمستان‌ها در جنوب شرقی آسیا می‌باشد. در گذشته به عنوان یک زیرگونه از یلوه آبی در نظر گرفته می‌شد.